# 蓮家寺 (福島県棚倉町)
蓮家寺（れんげじ）は、福島県東白川郡棚倉町にある浄土宗の寺院。板垣退助ゆかりの寺。

## 概略
慶長8年（1603年）幕府代官・彦坂小刑部元正の家臣であった蓮池主水、糟家彌兵衛の両名が阿弥陀如来を奉った寺を創建。寺名は初め「阿弥陀寺」と号したが、のち施主の姓・蓮池の「蓮」と糟家の「家」にちなみ「蓮家寺」と呼ばれ、これが正式名称となった。
寛永4年（1627年）棚倉藩主となった内藤豊前守信照の庇護を受け、慶安元年（1648年）徳川家光より朱印を下賜された。以後、棚倉藩は藩主の国替による交代が頻繁にあったが、幕府からは徳川綱吉、吉宗、家重、家治、家斉、家慶、家定から朱印を下賜されている。藩政期に伽藍が整えられ、山門、本堂、鐘楼、観音堂、常念佛堂、十王堂、地蔵堂が建設された。

## 沿革
第4世住職・尊譽上人の時に、正保4年（1647年）、棚倉藩主・内藤信照が銅鐘を寄進。
第24世住職・海全の時に戊辰戦争が勃発。官軍側は白河大統寺の住職・賢邦和尚を使者として恭順を勧めたが、棚倉藩が拒絶した為、板垣退助率いる800の兵に攻められて戦闘となった。合戦わずか一日で官軍の勝利が決まり、棚倉城を守備していた阿部正外は抵抗の末、城を放火して逃亡した。そのため、官軍は城内に本陣を営むことが出来ず、近隣にあった蓮家寺が官軍本陣として使用されることになる。この時、官軍大将として板垣退助が旧暦6月24日から7月24日まで同寺に宿泊した。その間、三春藩の河野広中が土佐藩（断金隊）の美正貫一郎と決死の交渉を敢行し、三春藩恭順を平和裏に成功させている。蓮家寺は官軍本陣として重要な役目を果たした為、戦災を避けられたが、明治維新後、廃藩置県による棚倉藩からの庇護打ち切りによって衰微し、加えて明治23年（1890年）1月の火災により、本堂、観音堂、庫裡が焼失した。
第25世住職・聖隣の時、本堂再建。消失した旧本尊の代わりに、茨城県瓜連の常福寺より請来した阿弥陀如来三尊像を本尊とした。
第26世住職・良哉の時、大東亜戦争に際し、昭和19年（1944年）2月阿弥陀如来坐像を供出令により供出するため棚倉駅に運搬するが、大仏を出征させることが忍び難く、駅構内に秘納。代わりに同等以上の銅を集めて供出し、戦後同寺に戻された。

## 年中行事
- 修正会
- 御忌会
- 施餓鬼会
- 蓮家寺通り門前市
- 除夜会

## 寺宝
- 阿弥陀如来三尊仏立像 - 仁治2年（1241年）作
- 銅鐘 - 国指定重要美術品
- 山門 - 安永4年（1775年）建立（藤田家寄進）- 棚倉町指定文化財
- 蓮家寺の大けやき - 樹高(32m)、幹囲7.6m - 福島県指定緑の文化財
- 露座の青銅大仏（阿弥陀如来座像）- 享保18年（1733年）作
- 松尾芭蕉句碑
- 常念仏1万日達成の碑（4基）

## 著名な墓
- 棚倉藩主阿部正静の正室（須田津次郎の娘）の墓
- 公文力之助義盛（迅衝隊・第六番隊士、慶応四戊辰六月二十四日戦死于奥州金山駅・年二十四[10]）の墓
- 弔魂之碑 - 戊辰戦争で戦死した棚倉藩家老・阿部正熙（内膳）を筆頭とする同藩四十六名、殉難者十二名を弔魂する碑で、戊辰戦より12年目の十三回忌に際して建立されたもの。題字は旧棚倉藩主・阿部正功の揮毫による。

## 交通アクセス
- JR白河駅・新白河駅からJRバス磐城棚倉行きに乗りで新町で下車